# L'imbattibile coniglio
L'imbattibile coniglio (Baseball Bugs) è un film del 1946 diretto da Friz Freleng. È un cortometraggio d'animazione della serie Looney Tunes, uscito negli Stati Uniti il 2 febbraio 1946. Il titolo del cartone animato è un doppio gioco di parole. "Bugs" era allora un soprannome comune per qualcuno che era considerato pazzo, eccentrico o fanatico. Oltre alla sua forma di aggettivo, ispirazione indiretta per il nome di Bunny, il sostantivo era talvolta applicato agli appassionati di sport.

## Trama
Al Polo Grounds è in corso una partita di baseball tra gli ospiti, i "Gas-House Gorillas", e la squadra di casa, i "Tea Totallers". I Tea Totallers sono degli uomini vecchi, e vengono dominati dai Gas-House Gorillas, giocatori grossi e attaccabrighe, che inoltre intimidiscono l'arbitro. Bugs Bunny, fan solitario dei Tea Totallers, insulta i Gorillas e sostiene di poterli battere con una mano sola. Circondato dai Gorillas, è costretto a dimostrare le sue capacità giocando in tutti i ruoli degli avversari, e sotto di 95 punti (senza averne alcuno). Ciò nonostante, anche grazie alla sua astuzia, Bugs riesce a superare la squadra ospite di un punto, quindi con 96 punti. Ma l'avversario riesce a lanciare la palla fuori dal campo e, poiché un homerun farebbe vincere i Gorillas, Bugs Bunny esce dallo stadio e la insegue prima in taxi e poi in autobus, raggiunge l'"Umpire State Building", sale in cima alla punta e riesce infine a prendere la palla, eliminando l'ultimo giocatore avversario e vincendo così la partita.

## Distribuzione

### Edizione italiana
Il doppiaggio italiano fu eseguito dalla Angriservices Edizioni nel 1996 per la trasmissione televisiva, e diretto da Renzo Stacchi. Il corto fu doppiato sulla versione europea, che presenta Porky Pig pronunciare la battuta del titolo di coda anziché Bugs Bunny. Benché nelle edizioni DVD sia stata ripristinata l'apparizione di Bugs, il doppiaggio è rimasto intatto. Non essendo stata registrata una colonna internazionale, è stata cambiata la musica presente durante i dialoghi.

### Edizioni home video

#### VHS
America del Nord
- Bugs! (1988)
- Bugs Bunny's Festival of Fun (1990)
- Looney Tunes: The Collector's Edition - A Looney Life (1999)

#### Laserdisc
- Bugs! & Elmer! (1989)
- The Golden Age of Looney Tunes Vol. 3 (23 dicembre 1992)

#### DVD e Blu-ray Disc
Il corto fu pubblicato in DVD-Video in America del Nord nel primo disco della raccolta Looney Tunes Golden Collection: Volume 1 (intitolato Best of Bugs Bunny) distribuita il 28 ottobre 2003; il DVD fu pubblicato in Italia il 2 dicembre 2003 nella collana Looney Tunes Collection, col titolo Bugs Bunny. Il 13 ottobre 2009 fu inserito nel primo disco della raccolta DVD Looney Tunes Spotlight Collection Volume 7, mentre il 12 ottobre 2010 fu inserito nel primo DVD della raccolta The Essential Bugs Bunny, pubblicato in Italia il 19 aprile 2013 col titolo Looney Tunes: Collezione Bugs Bunny. Fu poi incluso (con un commento audio opzionale di Eric Goldberg) nel primo disco della raccolta Looney Tunes Platinum Collection: Volume One, uscita in America del Nord in Blu-ray Disc il 15 novembre 2011 e in DVD il 3 luglio 2012. Il BD fu ristampato il 10 gennaio 2012 col titolo Looney Tunes Showcase. Infine fu inserito, nuovamente col commento audio, nel primo disco della raccolta BD Bugs Bunny 80th Anniversary Collection, uscita in America del Nord il 1º dicembre 2020.

## Accoglienza
Nel 2010 il film fu selezionato per l'inclusione nel libro di Jerry Beck The 100 Greatest Looney Tunes Cartoons; in tale occasione lo storico dell'animazione David Gerstein scrisse che "per quanto Bugs possa agire a volte in modo tranquillo durante la storia, il nostro eroe è insolitamente vulnerabile questa volta (...) e ciò rende la sua vittoria finale molto più soddisfacente. La vittoria in realtà non è un'impresa da poco, date le circostanze stravaganti della storia. (...) Ma l'impeccabile messinscena emozionante de L'imbattibile coniglio ci permette di apprezzare l'impossibilità mentre tifiamo per il nostro eroe".